# Marmato (kommun)
Marmato är en kommun i Colombia.   Den ligger i departementet Caldas, i den centrala delen av landet, 190 km nordväst om huvudstaden Bogotá. Antalet invånare är 8 455. Arean är 41 kvadratkilometer.
Terrängen i Marmato är kuperad västerut, men österut är den bergig.